# Lomalinda
Lomalinda är en ort i Mexiko.   Den ligger i kommunen Sinaloa och delstaten Sinaloa, i den västra delen av landet, 1 200 km nordväst om huvudstaden Mexico City. Lomalinda ligger 74 meter över havet och antalet invånare är 107.
Terrängen runt Lomalinda är platt, och sluttar söderut. Runt Lomalinda är det glesbefolkat, med 19 invånare per kvadratkilometer. Närmaste större samhälle är Genaro Estrada, 5,2 km nordost om Lomalinda. Trakten runt Lomalinda består till största delen av jordbruksmark.